# Andrej Serdjukov
Andrej Nikolaevič Serdjukov (in russo Андрей Николаевич Сердюков?; Uglegorskij, 4 marzo 1962) è un generale russo, capo di stato maggiore del OTSC dal 2023 e comandante in capo delle Vozdušno-desantnye vojska (VDV), le truppe aviotrasportate russe, dal 2016 al 2022. In oltre quarant'anni di servizio, Serdjukov ha scalato i ranghi delle VDV fino a diventare comandante di divisione, per poi passare alle forze terrestri, comandando un'armata russa e supervisionando le truppe russe in Siria in due periodi diversi. Il generale è stato anche una figura importante nel conflitto russo-ucraino, avendo diretto l'annessione della penisola ucraina di Crimea e, secondo fonti governative ucraine, le forze secessioniste filo-russe del Donbass nell'Ucraina orientale.

## Biografia
Serdjukov è nato il 4 marzo 1962 nel villaggio di Uglegorskij, distretto di Tacinskij della regione di Rostov, nell'allora RSFS Russa. Ha trascorso la sua infanzia nella città di Amvrosiïvka, nella regione di Donec'k della RSS Ucraina, dove i suoi genitori lavoravano in un collegio scolastico per orfani.

### Carriera militare
Dopo aver studiato presso la Scuola superiore comando per truppe aviotrasportate di Rjazan' dal 1980 al 1983, Serdjukov è entrato nel 337º Reggimento paracadutisti della 104ª Divisione aviotrasportata delle guardie come comandante di un plotone di ricognizione. Progredendo nella sua carriera, ha ricoperto i ruoli di capo di stato maggiore e comandante di un battaglione paracadutisti. Per avanzare ancora di grado è stato iscritto all'Accademia militare Frunze dal 1990 al 1993. Diplomatosi, è stato vice comandante del 237º Reggimento paracadutisti della guardie "Torun" diventandone comandante nel 1995 e guidandolo nella prima guerra cecena. Dal 1997 al 1999 è stato capo di stato maggiore e poi comandante del 104º Reggimento aviotrasportato della 76ª Divisione aviotrasportata delle guardie. Durante la guerra del Kosovo ha fatto parte del contingente russo di pace in Bosnia ed Erzegovina che occupò l'Aeroporto Internazionale di Pristina durante il cosiddetto "Incidente di Pristina".
In seguito è stato promosso a vice comandante della 76ª Divisione. Successivamente è stato trasferito brevemente alle forze terrestri, ricoprendo la carica di comandante della 138ª Brigata fucilieri motorizzata "Kransnoselo". 
Nel giugno 2004 è stato nominato comandante della 106ª Divisione aviotrasportata delle guardie, fino al 2007 quando è entrato nell'Accademia militare dello stato maggiore russo. Diplomatosi, dal 2009 al 2011 è stato vice comandante della 5ª Armata combinata per poi diventarne il comandante fino al febbraio 2013, venendo promosso a vice comandante e poi capo di stato maggiore del Distretto militare meridionale (JuVO) con il grado di tenente generale.
Nel febbraio 2014, il generale ha guidato le forze russe verso la penisola di Crimea per occuparla. Le truppe russe indossavano uniformi verdi senza insegne riconoscibili, venendo chiamati "omini verdi" nei media e in seguito riconosciuti dal governo russo come truppe speciali russe.
Secondo il governo dell'Ucraina, Sedjukov, oltre alla sua partecipazione all'annessione della Crimea, sarebbe il principale organizzatore delle forze separatiste filo-russe del Donbass, il 1º e 2º Corpo d'armata di Doneck e Lugansk. Queste formazioni sarebbero state gestite dal 12º Corpo di riserva dello JuVO comandato da Serdjukov con lo pseudonimo "Sedov".
Il 4 ottobre 2016, con decreto presidenziale è stato nominato comandante in capo delle forze aviotrasportate russe. Il 15 settembre 2017, Serdjukov è rimasto gravemente ferito in un incidente sull'autostrada R21 nell'oblast' di Murmansk: un convoglio di tre veicoli del Ministero della Difesa ha invaso la corsia opposta durante intenso traffico. L'incidente è avvenuto in un tratto di strada stretta in salita con una brusca svolta a sinistra. Un minibus Volkswagen Caravelle del Ministero della difesa russo si è schiantato contro una Chevrolet Lanos proveniente dalla direzione opposta. Il minibus con Sedjukov all'interno si è ribaltato ed è caduto in un fosso. Il generale è stato ricoverato d'urgenza al 1469º Ospedale clinico navale con fratture alla colonna vertebrale e lesioni alla testa. Il conducente della Chevrolet, morto nell'incidente, è stato ritenuto responsabile dell'accaduto dal Ministero della difesa, mentre Novaja Gazeta ritiene che la colpa è del veicolo ministeriale e che l'accusa sia un modo per non risarcire la famiglia del defunto. Serdjukov si è ripreso il 15 novembre, presiedendo ad una riunione del Consiglio militare delle truppe aviotrasportate.
Il 10 aprile 2019 Serdjukov è stato nominato comandante delle forze russe in Siria, succedendo al generale Sergej Surovikin, con il compito di continuare la cooperazione con l'esercito turco per la supervisione congiunta della zona di de-escalation nel governatorato di Idlib. Tornato in patria e succeduto da Sergej Kuzovlev nel settembre 2019, è stato premiato per le sue azioni in Medio Oriente con il titolo massimo di Eroe della Federazione Russa.
Con le proteste in Kazakistan del gennaio 2022, Serdjukov è stato incaricato di risolvere il conflitto come parte di una operazione di pace del Trattato di Sicurezza Collettiva (OTSC). Le truppe filo-governative sono riuscite a sedare le proteste il 12 gennaio 2022. 

#### Invasione russa dell'Ucraina
Con l'inizio dell'invasione russa il 24 febbraio 2022, il generale ha comandante le VDV verso la capitale ucraina di Kiev per prenderla d'assalto. Molti paracadutisti russi sono rimasti uccisi durante la battaglia dell'aeroporto Antonov nell'oblast' di Kiev tra cui il maggior generale Andrej Suchoveckij, vice comandante della 41ª Armata combinata. Per questo fallimento, il generale sarebbe stato destituito dal comando delle VDV nel giugno 2022 e sostituito dal generale Michail Teplinskij. Successivamente, nel dicembre dello stesso anno è stato inviato nuovamente in Siria per supervisionare le truppe russe nel paese, ricoprendo questo ruolo fino a novembre 2023.
Il 23 novembre 2023 Serdjukov è stato nominato capo dello stato maggiore congiunto dell'Organizzazione del trattato di sicurezza collettiva.

## Sanzioni
Nell'aprile 2022 il Regno Unito e la Nuova Zelanda ha messo sotto sanzioni per la sua partecipazione attiva all'invasione russa dell'Ucraina.